# Coccidiphaga cretacea
Coccidiphaga cretacea là một loài bướm đêm trong họ Noctuidae.